# Scotinomys xerampelinus
Scotinomys xerampelinus és una espècie de mamífer rosegador de la família dels cricètids. Viu a altituds d'entre 2.100 i 3.400 msnm a Costa Rica i Panamà. S'alimenta principalment d'insectes. Els seus hàbitats naturals són els boscos montans humits, els límits dels boscos, els herbassars densos i els páramos. És una espècie en risc mínim, és a dir, no sembla que hi hagi cap amenaça significativa per a la seva supervivència. El seu nom específic, xerampelinus, significa ‘escarlata’ en llatí.